# Syndrome du Washington Monument
 (juillet 2025).
Le syndrome du Washington Monument, également connu sous le nom de syndrome du Mont Rushmore ou principe des pompiers d'abord,, est un terme anglais utilisé pour décrire le phénomène de suppression des activités les plus visibles ou les plus appréciées de la population par les administrations aux États-Unis lorsque ces dernières sont confrontées à des coupes budgétaires, notamment lors des shutdowns. Ce terme est utilisé en référence aux coupes dans les services populaires tels que l'éducation, les pompiers ou les parcs nationaux : le Washington Monument et le Mont Rushmore étant deux des monuments les plus visibles entretenus par le National Park Service.
L'objectif est de faire pression sur le public et le gouvernement pour annuler les coupes budgétaires globales en restreignant les activités en contact avec le public.
Le terme a été utilisé pour la première fois après que George Hartzog, le septième directeur du National Park Service, a fermé des parcs nationaux populaires tels que le Washington Monument et le parc national du Grand Canyon pendant deux jours par semaine en 1969. En réponse aux plaintes, le Congrès a finalement rétabli le financement. En 1972, Hartzog a été licencié par l'administration Nixon, et cette action est souvent citée à tort comme un facteur contributif,.